# Powstanie księży
Powstanie księży (malt.  Ir-Rewwixta tal-Qassisin), znane też jako Maltańska rebelia 1775 roku (ang. Maltese Rebellion of 1775) – powstanie wywołane 8 września 1775 roku przez maltański kler przeciwko rządzącemu wówczas wyspą Zakonowi św. Jana. Wojska Zakonu stłumiły rebelię w ciągu kilku godzin, aresztując powstańców, z których część została następnie stracona, a część zesłana lub uwięziona.

## Tło społeczne
Przyczyn rewolty należy szukać w roku 1773, kiedy po śmierci Manuela Pinto da Fonseca, Wielkim Mistrzem wybrany został Francisco Ximenes de Texada. Po swojej elekcji Ximenes stwierdził, że skarb Zakonu jest bardzo uszczuplony, i zarządził środki oszczędnościowe, w tym zmniejszenie wydatków kleru oraz podniesienie ceny kukurydzy. Sprawiło to, że stał się bardzo niepopularny, tak wśród duchowieństwa, jak i pośród ludu.
Ximenes wydał edykt, zakazujący polowania na dzikie króliki (malt. Fenek tax-xiber), czemu przeciwstawił się biskup Giovanni Carmine Pellerano oraz kler. Inne zarządzenia również wzmogły niechęć do nowego Wielkiego Mistrza.

## Rewolta
W związku z napięciem pomiędzy Zakonem a klerem, oraz negatywną opinią społeczną na temat osoby Ximenesa, kilku księży pod wodzą Don Gaetano Mannarino zaczęło konspirować przeciwko Zakonowi. Wybrali oni 8 września jako dzień rozpoczęcia rebelii, kiedy okręty Zakonu były na morzu z flotą hiszpańską, i Valletta nie była wystarczająco dobrze chroniona. W sumie, w planowanie powstania zaangażowanych było 28 księży oraz liczna grupa osób świeckich.

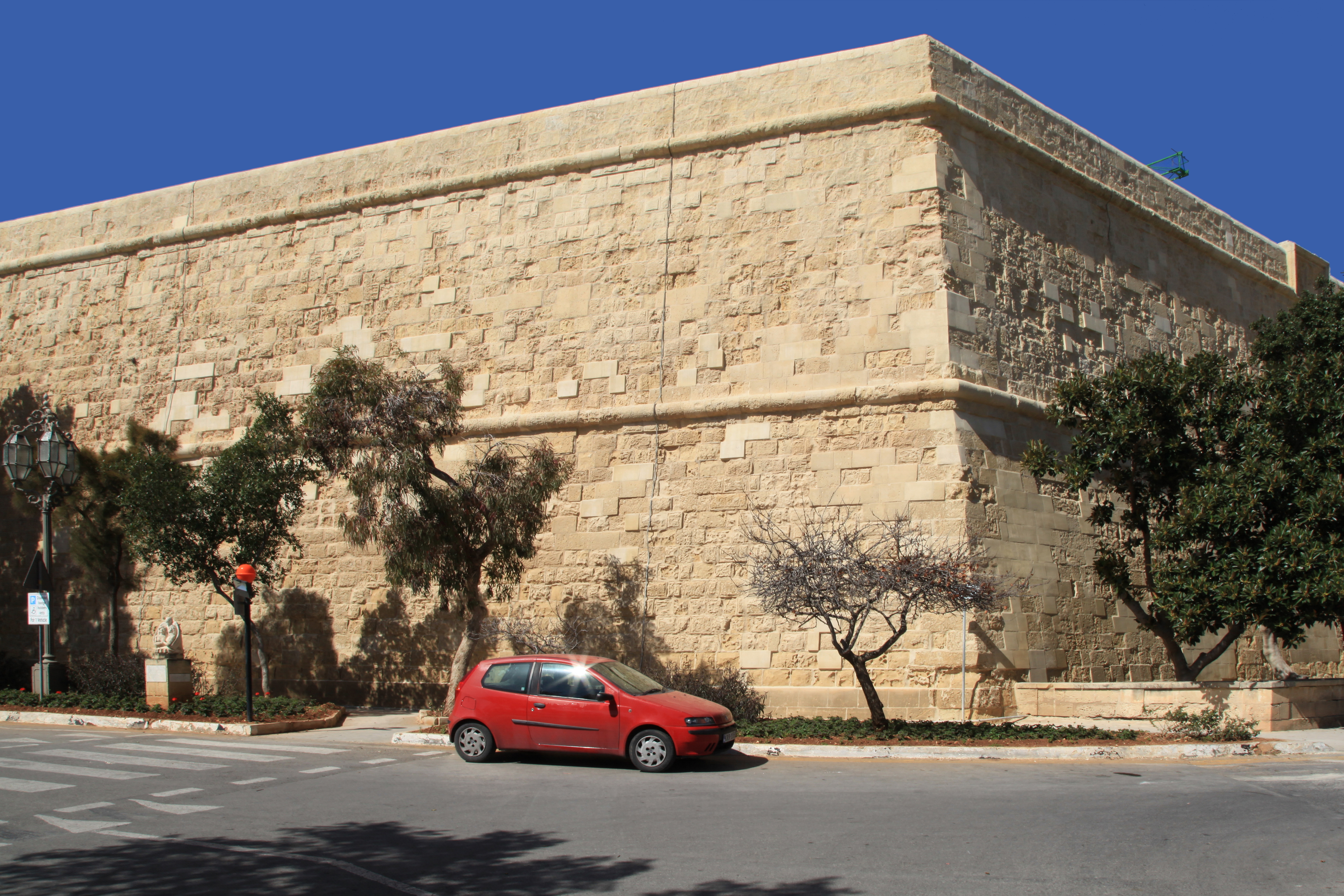
Saint James Cavalier, który został zdobyty przez rebeliantów

W wyznaczonym dniu powstania, 8 września 1775 roku, pojawiło się jedynie 18 z 28 wtajemniczonych duchownych. Pomimo tego, Mannarino zdecydował o rozpoczęciu rewolty. Grupa 13 ludzi przejęła Fort Saint Elmo na północnym cyplu Valletty, kiedy reszta rebeliantów zdobyła Saint James Cavalier po przeciwnej stronie miasta. W obu przypadkach zdjęto flagę Zakonu, i wywieszono chorągiew św. Pawła.
Kiedy powstanie wybuchło, Ximenes zebrał Radę Stanu, aby uradzić jak je stłumić. Rada wysłała Wikariusza Generalnego, aby dowiedzieć się jakie rebelianci, którzy zgodzili się negocjować, stawiają żądania. W pewnym momencie zagrozili oni wysadzeniem magazynu prochu, co mogłoby spowodować poważne szkody w forcie i fortyfikacjach miasta. W obliczu tego, Zakon zdecydował odbić zajęte fortyfikacje siłą. Fort St. Elmo został opanowany po krótkiej wymianie ognia, a St. James Cavalier poddał się wkrótce potem. Z 18 zaangażowanych księży, jedynie 12 pozostało do końca na swoich stanowiskach.

## Następstwa
Po poddaniu się, powstańcy zostali uwięzieni w Forcie St. Elmo. Pierwszy proces odbył się w październiku 1775 r., trzech rebeliantów zostało straconych przez uduszenie. Procesy kontynuowano po śmierci Ximenesa w dniu 4 listopada. Z pozostałych rebeliantów 6 uniewinniono i wypuszczono, 19 wygnano z Malty na zawsze, 36 skazano na uwięzienie do końca życia w forcie St. Elmo.
Przywódca rebelii Mannarino był jednym ze skazanych na dożywocie. Został on uwolniony, wraz z innymi więźniami politycznymi, po zajęciu Malty przez Francuzów w roku 1798. Zmarł w roku 1814, w wieku 81 lat.